# Bettina Franke
Bettina Franke (* 1957 in Rotenburg (Wümme), nach anderen Quellen in Bremen) ist eine deutsche Theaterschauspielerin.

## Leben
Franke ist die Tochter des 2004 verstorbenen Bremer Senators Horst Werner Franke und der Studienrätin Doris Franke. Sie wuchs in Bremen auf, wo sie bis zu ihrem Abitur lebte. Franke absolvierte ein Schauspielstudium an der Hochschule für Musik und Darstellende Kunst in Hamburg, das sie mit dem Diplom als Bühnendarstellerin abschloss. Zu ihren Lehrern gehörten Boy Gobert, Peter Striebeck und Rolf Becker.
Ihr erstes Engagement hatte sie unter der Intendanz von Peter Palitzsch an den Städtischen Bühnen Frankfurt. Dort trat sie unter anderem als Ophelia in Die Hamletmaschine (1980, mit Peter Roggisch als Hamlet; Regie: Walter Adler) und als Maria in Kasimir und Karoline (1980) an der Seite von Klaus Wennemann als Der Merkl Franz auf. Es folgte ein weiteres Festengagement am Staatstheater Darmstadt, das sie nach drei Jahren kündigte. 1984 ging sie, einem Ruf von Intendant Jürgen Bosse folgend, zunächst als Gast, dann als festes Ensemblemitglied an das Nationaltheater Mannheim. Sie spielte dort unter anderem in Frühlings Erwachen (1984, Regie: Harald Clemen), die Titelrolle in Rose Bernd (1985), Luise in Kabale und Liebe (1985, mit Walter Sittler als Ferdinand, Regie: Harald Clemen), Solveig in Peer Gynt (1985, Regie: Jürgen Bosse), Ophelia in Hamlet (1986) und Anna in Trommeln in der Nacht (1987, Regie: Jürgen Bosse). Insgesamt fünf Jahre blieb Franke am Nationaltheater Mannheim.
Anschließend hatte Franke noch weitere Festengagements am Staatstheater Stuttgart und am Staatstheater Karlsruhe. In Karlsruhe war sie unter anderem in Top Dogs von Urs Widmer (mit Gerry Hungbauer, Oktober 1998), als Frau Millerin in Kabale und Liebe (November 1998), als Christie Ross in Die Welle (März 2000), als Ines Finidori in Drei Mal Leben (April 2001), als Julia in Otello darf nicht platzen von Ken Ludwig (März 2002) und als Katarine Egermann in Szenen einer Ehe (März 2002) zu sehen. Im Oktober 2001 übernahm Franke in Karlsruhe die Rolle der Ingrid in der Uraufführung des Lustspiels Drei Fische für zwei Paare von Bodo Kirchhoff.
Im Verlauf ihrer Karriere spielte Franke über 30 Theaterhauptrollen. Zu ihren Rollen gehörten auch: Miranda in Der Sturm, Isabella in Maß für Maß, Cordelia in König Lear, Marie in Woyzeck, Nina in Die Möwe, Mascha und Olga in Drei Schwestern, Anna in Gorki und Charlotte in Der Kirschgarten.
Seit 2003 ist Franke als freie Schauspielerin tätig. 2002 hatte sie ein Gastengagement an der Komödie Winterhuder Fährhaus mit dem Lustspiel Ganz unter uns von Alan Ayckbourn; ihre Partner waren Nicole Heesters, Saskia Fischer und Holger Daemgen. An der Komödie Frankfurt übernahm sie die Rollen Mrs. Hopkins und Mrs. Eynsford-Hill in dem Musical My Fair Lady. Am Fritz-Rémond-Theater in Frankfurt am Main gastierte sie in Kleists Der zerbrochne Krug. In der Spielzeit 2006/2007 übernahm sie am Theater Ingolstadt die Rolle der Frau Millerin in Kabale und Liebe; diese Rolle spielte sie auch bei der Wiederaufnahme dieser Produktion in der Spielzeit 2010/2011.
Franke war auch als Sprecherin von Hörspielen und Hörbüchern tätig. 1982 wirkte sie in einer Koproduktion des Südwestfunks und des Westdeutschen Rundfunks in der Rolle der Freundin Christina in dem Hörspiel Tot, vorübergehend von Antonio Skármeta mit. Beim Wellhöfer Verlag, für den sie auch als künstlerische Beraterin tätig ist, las sie das Hörbuch Mord im Quadrat, Mannheimer Mordgeschichten von Walter Landin.
In den letzten Jahren trat Franke vor allem als Rezitatorin öffentlich auf. Sie gab unter anderem Leseabende mit Texten von Heinrich Heine, Johann Peter Hebel, Jakob Wassermann und mit Auszügen aus den Tagebüchern von Clara Schumann und Robert Schumann.
Ende der 1970er Jahre wirkte sie in der Rolle der Anke in der Fernsehserie Neues aus Uhlenbusch mit. 1979 war sie auch in der ARD-Fernsehshow Einer wird gewinnen als Schauspielerin zu sehen.
Sie lebt mit ihren beiden mittlerweile erwachsenen Kindern in Mannheim.

## Filmografie (Auswahl)
- 1977–1978: Neues aus Uhlenbusch
- 1979: St. Pauli-Landungsbrücken (Fernsehserie, eine Folge)